# Tập mở

Ví dụ: Các điểm thỏa mãn tô màu xanh. Các điểm thỏa mãn là các điểm trong hình tròn tô màu đỏ. Tập các điểm tô màu đỏ là tập mở. Tập các điểm tô màu xanh là phần biên. Hợp của tập các điểm đỏ và xanh là tập đóng.

Tập hợp mở, hay tập mở là khái niệm cơ bản trong tôpô. Nó cũng được sử dụng trong các lĩnh vực khác của toán học, trong các không gian khác có thể tôpô hóa. Khái niệm này là tổng quát từ khái niệm miền trong của một tập hợp điểm trong hình học và trong giải tích.
A là mở trong X nếu A {\displaystyle \subseteq } X và {\displaystyle X} cũng mở trong {\displaystyle A} và hiển nhiên A mở trong chính nó vì A = A.

## Định nghĩa

### Trong không gian tôpô
Trong không gian tôpô, khái niệm tập mở là một khái niệm cơ sở.
Không gian tôpô là một tập hợp {\displaystyle X} cùng với một họ {\displaystyle T}, X {\displaystyle \supseteq } A  thỏa mãn một số tiên đề của "tính mở". Họ {\displaystyle T} đó được gọi là một tôpô còn mỗi phần tử thuộc {\displaystyle T} được gọi là tập mở. Lưu ý: {\displaystyle \bigcap _{i=1}^{m}T_{i}} là tập mở với m <∞.

### Trong không gian Metric
Trong không gian mêtric (M,d) (với {\displaystyle d} là hàm khoảng cách), tập con U là tập mở nếu, với mỗi x {\displaystyle \in } U, tồn tại số thực {\displaystyle \epsilon >0} sao cho với mọi y {\displaystyle \in } M thỏa mãn d(x,y) < {\displaystyle \epsilon }, y cũng thuộc U. (Hay, tương đương, U là mở nếu với mọi điểm u {\displaystyle \in } U có một lân cận V của u nằm trọn trong U).
Trong không gian metric (M,d), người ta định nghĩa điểm x {\displaystyle \in } U được gọi là điểm trong của U nếu tồn tại một lân cận của x nằm trọn trong U.
Như vậy, một tập U là mở trong M khi và chỉ khi mọi điểm của U đều là điểm trong.

### Trong không gian Euclide
Không gian Euclide {\displaystyle \mathbb {R} ^{n}} cũng là một không gian metric, nên khái niệm tập mở trong đó cũng là khái niệm mở trong không gian metric.

## Các tính chất
1. Tập rỗng là tập mở.
2. Hợp của số bất kỳ các tập mở là mở.
3. Giao của hữu hạn các tập mở là mở.

## Ứng dụng
Các tập mở có vai trò quan trọng trong tô pô.
Mọi tập con A của không gian tôpô X chứa ít nhất một tập mở (có thê là tập rỗng; tập con mở lớn nhất trong chúng được gọi là miền trong của A. Tập con này có thể xây dựng bằng cách hợp tất cả các tập mở chứa trong A.
Cho các không gian tôpô X và Y, một ánh xạ f từ X tới Y được gọi là liên tục nếu tạo ảnh của mọi tập mở trong Y là tập mở trong X.
Ánh xạ f được gọi là mở nếu ảnh của mọi tập mở trong X là mở trong Y.
Mỗi tập mở bất kỳ trên đường thẳng thực là hợp của đếm được các khoảng mở.

## Lưu ý
- Tính chất mở của một tập U trong một không gian nào đó có thể không được bảo toàn trong một không gian lớn hơn. Chẳng hạn, nếu U là tập hợp các số hữu tỷ trong khoảng (0,1), khi đó U là mở trong tập các số hữu tỷ, nhưng không mở trong tập các số thực. Đó là vì, khi xét U trong tập các số hữu tỷ, mọi lân cận của điểm x {\displaystyle \in } U chỉ gồm các số hữu tỷ. Nhưng khi xét U như tập con của tập số thực, các lân cận bất kỳ của x đều chứa cả các điểm vô tỷ và hữu tỷ và do đó không thể nằm trọn trong U
- Một số tập hợp vừa là mở, vừa là đóng: Trong R và các không gian liên thông, chỉ có tập rỗng và toàn bộ không gian là vừa đóng vừa mở. Tập các số hữu tỷ nhỏ hơn √2 là vừa đóng vừa mở trong tập các số hữu tỷ.
- Trong khi đó, một số tập hợp khác là không đóng cũng không mở, chẳng hạn (0,1] trong R.